# Integrală de volum
În analiza matematică, în special în cea cu variabile multiple⁠(d), o integrală de volum (∭) este o integrală peste un domeniu tridimensional, adică este un caz particular de integrale multiple. Integralele de volum sunt deosebit de importante în fizică pentru multe aplicații, de exemplu, pentru a calcula densitățile fluxurilor sau pentru a calcula masa dintr-o funcție de densitate corespunzătoare.

## În coordonate
Poate însemna și o integrală triplă într-o regiune {\displaystyle D\subset \mathbb {R} ^{3}} a unei funcții {\displaystyle f(x,y,z),} și se scrie de obicei ca:
{\displaystyle \iiint _{D}f(x,y,z)\,dx\,dy\,dz.}
O integrală de volum în coordonate polare este
{\displaystyle \iiint _{D}f(\rho ,\varphi ,z)\rho \,d\rho \,d\varphi \,dz,}
iar o integrală de volum în coordonate sferice (folosind convenția ISO pentru unghiuri cu unghiul azimutal {\displaystyle \varphi } și unghiul zenital {\displaystyle \theta } (măsurat față de axa polară) are forma
{\displaystyle \iiint _{D}f(r,\theta ,\varphi )r^{2}\sin \theta \,dr\,d\theta \,d\varphi .}

## Exemple
Integrarea ecuației {\displaystyle f(x,y,z)=1} peste un cub unitate dă următorul rezultat:
{\displaystyle \int _{0}^{1}\int _{0}^{1}\int _{0}^{1}1\,dx\,dy\,dz=\int _{0}^{1}\int _{0}^{1}(1-0)\,dy\,dz=\int _{0}^{1}\left(1-0\right)dz=1-0=1}
Deci volumul cubului unitate este 1 așa cum era de așteptat. Acest lucru este însă destul de banal, iar o integrală de volum este mult mai puternică. De exemplu, dacă avem o funcție scalară de densitate pe cubul unitate, atunci integrala de volum va da masa totală a cubului. De exemplu, pentru funcția densității:
{\displaystyle {\begin{cases}f:\mathbb {R} ^{3}\to \mathbb {R} \\f:(x,y,z)\mapsto x+y+z\end{cases}}}
masa totală a cubului este: 
{\displaystyle \int _{0}^{1}\int _{0}^{1}\int _{0}^{1}(x+y+z)\,dx\,dy\,dz=\int _{0}^{1}\int _{0}^{1}\left({\frac {1}{2}}+y+z\right)dy\,dz=\int _{0}^{1}(1+z)\,dz={\frac {3}{2}}.}
Alt exemplu: coordonatele centrului de masă ale unui corp {\displaystyle V\subset \mathbb {R} ^{3}} cu densitatea {\displaystyle \rho (x,y,z)} se pot calcula cu relațiile:
{\displaystyle x_{G}={\frac {1}{M}}\iiint _{V}x\cdot \rho (x,y,z)\ dx\,dy\,dz,}
{\displaystyle y_{G}={\frac {1}{M}}\iiint _{V}y\cdot \rho (x,y,z)\ dx\,dy\,dz,}
{\displaystyle z_{G}={\frac {1}{M}}\iiint _{V}z\cdot \rho (x,y,z)\ dx\,dy\,dz,}
unde M este masa corpului.